# Безпека не гарантується
«Безпека не гарантується» (англ. Safety Not Guaranteed) — американська фантастична комедія режисера Коліна Треворроу (був також продюсером), що вийшла 2012 року.
Сценарій картини написав Дерек Конноллі (також був продюсером), продюсерами були Стефані Ленґгофф, Пітер Сараф, Марк Тертлтоб.. Вперше фільм продемонстрували 22 січня 2012 року у США на кінофестивалі «Санденс».
В Україні фільм не показувався. Переклад та озвученя українською мовою зроблено студією «Цікава ідея» на замовлення Hurtom.com у січні 2013 року у рамках проекту «Хочеш кіно українською? Замовляй!».

## Сюжет
| Деріес — молода практикантка у журналі «Сієтл», яка береться писати статтю про людину, що подала оголошення про пошук партнера для подорожі у часі. Разом із Джефом, професійним журналістом, й Арно, ще одним практикантом, вона вирушає до приморського міста. Поки Джеф намагається зустріти дівчину, яку любив ще у школі, а Арно пробує здобути певний життєвий досвід, Деріес проводить час із Кеннетом, чоловіком, який вірить у те, що він збудував машину часу. Чим ближче вони знайомляться, чим краще розуміють одне одного, тим ясніше стає те, що Кеннет не такий вже і божевільний. |

## У ролях
| Актор         | Персонаж                                 | Роль                                                                                                 |
| ------------- | ---------------------------------------- | --- |
| Обрі Плаза    | Деріес Брітт (англ. Darius Britt)        | випускниця коледжу, стажується у журналі «Seattle»                                                   |
| Марк Дюплас   | Кеннет Келловей (англ. Kenneth Calloway) | працює у місцевому продуктовому магазині, задумав здійснити подорожу минуле, щоб спасти свою дівчину |
| Джейк Джонсон | Джефф Швенсен (англ. Jeff Schwensen)     | журналіст журналу «Seattle», проводить розслідування                                                 |
| Каран Соні    | Арно (англ. Arnau)                       | майбутній біолог, працює у журналі щоб урізноманітнити своє резюме                                   |
| Крістен Белл  | Белінда (англ. Belinda)                  | дівчина Кеннета, що загинула 2001 року                                                               |

## Критика
Фільм отримав загалом позитивні відгуки: Rotten Tomatoes дав оцінку 91% на основі 136 відгуків від критиків (середня оцінка 7,4/10) і 82% від глядачів із середньою оцінкою 3,9/5 (35,515 голосів), Internet Movie Database — 7,1/10 (36 406 голосів), Metacritic — 72/100 (31 відгук криків) і 7,8/10 від глядачів (89 голосів).

## Касові збори
Під час показу, що стартував 8 червня 2012 року, протягом першого тижня фільм був показаний у 9 кінотеатрах і зібрав $97,762, що на той час дозволило йому зайняти 37 місце серед усіх прем'єр. Показ протривав 133 днів (19 тижнів) і закінчився 18 жовтня 2012 року, зібравши у прокаті у США $4,010,957 загалом при бюджеті $750 тис..